# Crater Lake Superintendent's Residence
Pour les articles homonymes, voir Superintendent's Residence.
La Crater Lake Superintendent's Residence est une maison américaine située dans le comté de Klamath, dans l'Oregon. Protégée au sein du parc national de Crater Lake, cette bâtisse construite en 1932 dans le style rustique du National Park Service est inscrite au Registre national des lieux historiques et classée National Historic Landmark depuis le 28 mai 1987. C'est aussi une propriété contributrice au district historique de Munson Valley depuis la création de ce district historique le 1er décembre 1988.